# Schenk von Landsberg
Die Familie Schenk von Landsberg gehörte dem märkischen und Lausitzer Adel an und zählte insbesondere in den Jahrhunderten des Spätmittelalters zu den einflussreichsten Familien in der südlichen Mark Brandenburg. Sie erscheint urkundlich erstmals 1207 mit Otto Schenk von Landsberg und stirbt 1721 mit Ludwig-Alexander Schenk von Landsberg aus.
Das hier behandelte Geschlecht ist von den bergisch-westfälischen Herren von Landsberg und den Herren von Landsbergen zu unterscheiden.

## Geschichte

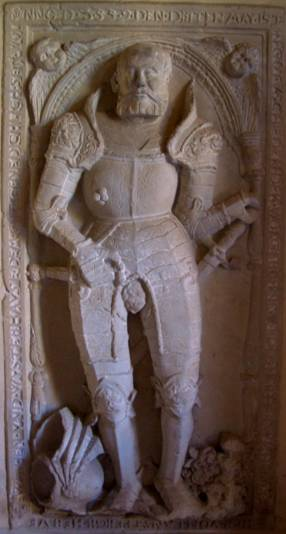
Wilhelm Schenk von Landsberg (ca. 1500–1559)

Die Schenken von Landsberg standen bis Mitte des 13. Jahrhunderts als Burgmannen und Ministerialen auf der Burg Landsberg (Sachsen-Anhalt) im Dienst der Wettiner. Ab 1330 erscheinen sie auf Schloss Teupitz. Die Schenken von Landsberg schufen sich im Laufe der Jahrhunderte einen Machtbereich in der südlichen Mark Brandenburg und in der Lausitz sowie um Teupitz und Königs Wusterhausen, der heute noch als Schenkenländchen bezeichnet wird. Die Burgen bzw. Schlösser Teupitz, Wusterhausen und Groß Leuthen waren Wohnorte verschiedener Familienzweige. 
Auch in Sachsen erwarb die Familie 1235 einen größeren Güterkomplex um Seyda, östlich von Wittenberg. Sie führte dort die Bezeichnung „Schenken von Seyda“ (bzw. „Sydow“), jedoch starb die Linie 1366 aus. Später wurde die Herrschaft Seyda wieder den Schenken von Landsberg verliehen, die sie 1501 mit 15 Amtsdörfern und 9 wüsten Marken an den sächsischen Kurfürsten Friedrich den Weisen verkauften. Die alte Burg wurde ab 1573 vollständig abtragen.
Schloss Wusterhausen, seit etwa 1500 im Besitz der Schenken von Landsberg, wurde 1669  verkauft, 1682 erwarb es dann der Große Kurfürst. Schloss Teupitz sowie die umliegenden Dörfer veräußerte Ludwig-Alexander Schenk von Landsberg 1717 an König Friedrich Wilhelm I. Schloss Groß Leuthen wurde 1517 durch Wilhelm Schenk von Landsberg erworben und blieb bis zum Aussterben des Geschlechts mit den Brüdern Carl Albrecht Schenk von Landsberg und Ludwig Alexander auf Teupitz 1721 in deren Besitz. Vier Renaissancegrabsteine von Familienmitgliedern sind in der Kirche Groß Leuthen erhalten. 

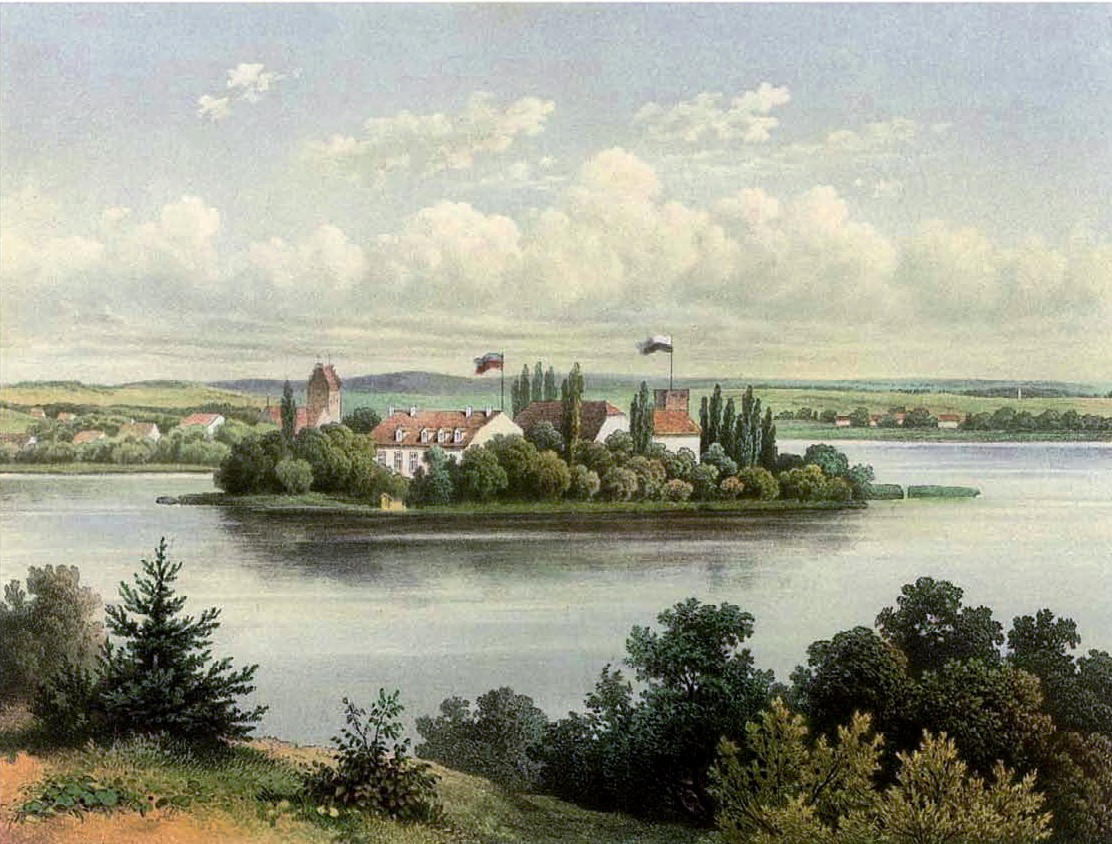
Schloss Teupitz um 1860
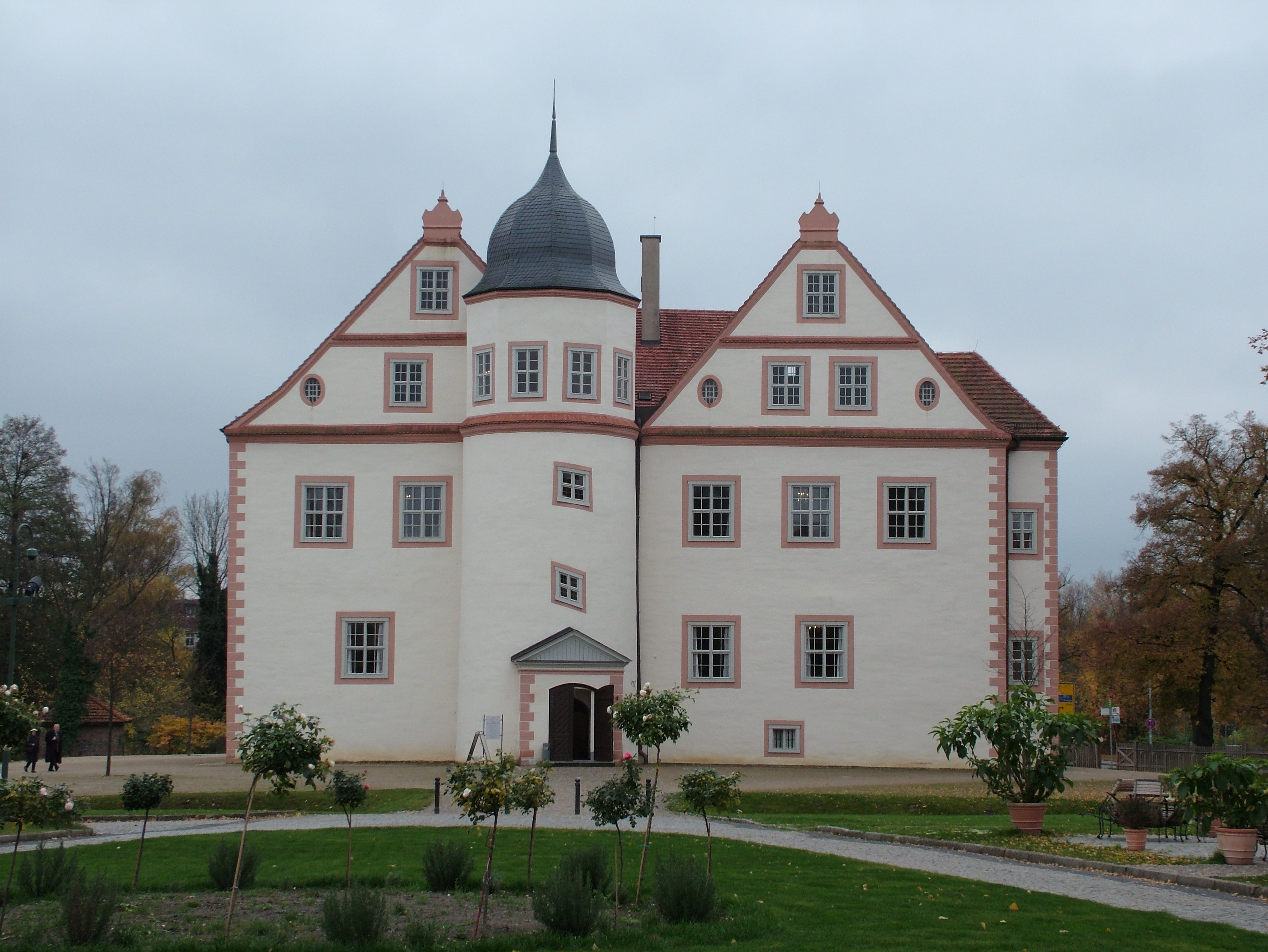
Schloss Königs Wusterhausen
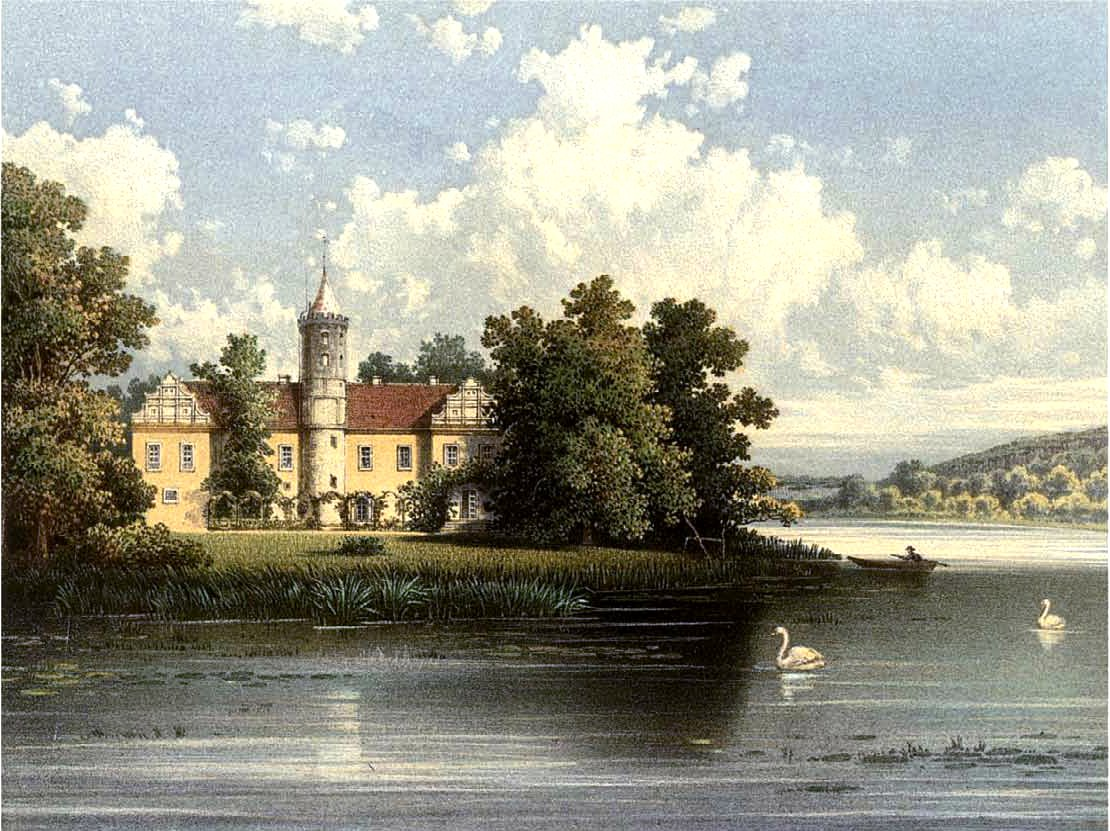
Schloss Groß Leuthen um 1860

## Wappen
Das Wappen zeigt in Silber einen schwarzen Löwen. Auf dem gekrönten Helm mit schwarz–silbernen Helmdecken ein grüner Vogel (Papagei) einen doppelten Kranz im Schnabel haltend. 

## Personen
- Albrecht Schenk von Landsberg (* vor 1394, † 1427) auf Teupitz und Seyda war der politisch einflussreichste Ritter in seiner Familie. Zunächst Rat des Sächsischen Kurfürsten Rudolf III von Askanien in Wittenberg, kam er durch seinen Lausitzer Lehnsbesitz in den Umkreis des böhmischen Königs Wenzel. Bei der letzten Etappe der deutschen Königswahl 1411 vertritt er die sächsische Kurstimme, mit der Sigismund von Luxemburg, Wenzels Bruder und König von Ungarn, zum römisch-deutschen König gewählt wird. 1412 wurde er offizieller Rat König Sigismunds und hielt sich in der Folgezeit häufig an dessen Königshöfen in Ungarn bzw. in seinem Gefolge auf. 1415 wurde Albrecht Schenk v. Landsberg vom König beauftragt, einen innenstädtischen Streit in der Reichs- und Hansestadt Lübeck zu lösen und damit die Reichsacht zu beenden. 1417 wurde er vom König zum Schiedsrichter eines Streits zwischen dem neuen Markgrafen von Brandenburg, Friedrich I. von Hohenzollern, und dem Magdeburger Erzbischof eingesetzt.

- Otto Schenk von Landsberg (* vor 1445, † 1499) auf Teupitz, Seyda und Wusterhausen war ein weiterer politisch einflussreicher Familienvertreter. Seit 1460 wird er als Rat der aufeinander folgenden hohenzollernschen Markgrafen von Brandenburg, Friedrich II., Albrecht Achilles und Johann Cicero genannt. Im Jahr 1461 geht er zunächst im Gefolge des sächsischen Herzogs Wilhelm III. von Sachsen, des Landgrafen von Thüringen auf Pilgerfahrt ins Heilige Land. Diese Pilgerfahrt dauerte vom 26. März bis zum 28. Oktober und damit 28 Wochen. Sie führte von Wilhelms Landgrafensitz in Weimar über Nürnberg, Innsbruck, Brixen, Venedig, an der dalmatinischen Küste und griechischen Inseln entlang über Rhodos und Zypern nach Jaffa. Der eigentliche Aufenthalt im heiligen Land dauerte zwei Wochen. Er begleitete den Herzog von Sachsen, Wilhelm den Tapferen, nach Jerusalem, wo er 1461 den Ritterschlag zum Ritter vom Heiligen Grab erhielt.[1] Die Reise (und Schenk Ottos Teilnahme) ist in einer zeitgenössischen Quelle beschrieben; in von einem der begleitenden Geistlichen verfassten Pilgerbuch (Neuherausgabe: J. G. Kohl, 1868). Schenk Otto hielt als 1473 offizieller Brautwerber („Freiwerber“) für den Johann Cicero bei dem (genannten Pilgerbruder) Herzog Wilhelm III. von Sachsen um die Hand von dessen Tochter Margarete an. Ab 1476 wird er Bevollmächtigter und Gubernator des Brandenburgischen Markgrafen in der Zeit des Glogauer Erbfolgestreits, an dessen Lösung 1482 durch Vertragsabschluss in Kamenz er beteiligt ist (der nördl. Teil des Herzogtums um Crossen kommt zu Brandenburg).